# Lac Osisko
Lac Osisko – jezioro położone w zachodniej części Quebecu w Kanadzie. Na wschodnim brzegu jeziora znajduje się miejscowość Rouyn-Noranda.